# 岡山県立高松農業高等学校
岡山県立高松農業高等学校（おかやまけんりつ たかまつのうぎょう こうとうがっこう）は、岡山県岡山市北区高松原古才にある農業高等学校。

## 歴史
- 1897年4月　岡山県農事講習所を御野郡伊島村（現在の岡山市北区津島）に開所。修業年限2ヵ年、農・獣医・林・水産の4科設置[1]
- 1899年4月　岡山県農事講習所を廃止し、岡山県農学校創立。修業年限3ヵ年、農・獣医の2科設置
- 1902年4月　吉備郡高松村（現在地）に移転
- 1921年4月　岡山県高松農学校と改称する
- 1922年4月　本校内に岡山県実業補習学校教員養成所設置
- 1946年4月　本校内に岡山県立農業専門学校設置
- 1948年4月　岡山県立高松農業高等学校と改称し、農芸・畜産の2科、定時制に農業・家庭の2科設置
- 1949年8月　岡山県立高松農業高等学校は改称し、岡山県立高松高等学校設置
- 1950年4月　農業・普通の2課程設置
- 1952年3月　普通科を廃止し、農業・園芸・畜産・農業土木の4科制に改する
- 1953年3月　定時制課程独立し、校名を組合立岡山県高松高等学校と改称する
- 1953年4月　岡山県立高松農業高等学校と校名を改称する
- 1962年4月　県に移管され、岡山県立高松農業高等学校に統合、農業・園芸・畜産・農業土木の4科のうえに農芸化学科・生活科定時制課程の農業科設置
- 1969年3月　定時制課程廃止
- 1971年1月8日　吉備郡高松町が岡山市に編入され、所在地が岡山市高松原古才になる
- 1973年4月　農芸化学科を食品製造科と改称
- 1992年4月　生活科募集停止
- 1994年4月　農業・園芸・畜産・食品製造科をそれぞれ、農業経済・園芸科学・畜産科学・生物工学科に学科改編
- 2006年4月1日　農業経済・生物工学科をそれぞれ、農業科学・食品科学科に学科改編
- 2009年4月1日　岡山市が政令指定都市に移行し、所在地が岡山市北区高松原古才になる

## 学科
- 農業科学科[2]
- 園芸科学科
- 畜産科学科
- 農業土木科
- 食品科学科

## 文化財
登録有形文化財
- 岡山県立高松農業高等学校資料館（旧岡山県立農学校堆肥舎、1909年建築）[3][4]

## アクセス
- JR桃太郎線（吉備線）備中高松駅から徒歩5分